# Johann Adolf von Möllendorff
Johann Adolf von Möllendorff (* 6. April 1690 in Hohengöhren; † 15. März 1758 auf Gut Großwudicke bei Rathenow) war ein preußischer Generalleutnant der Kavallerie, zuletzt Chef des Dragonerregiments Nr. 10 und Amtshauptmann von Hornburg.

## Leben

### Herkunft
Johann Adolf entstammt dem alten Adelsgeschlecht von Möllendorff aus der Altmark. Er war der Sohn des preußischen Deichhauptmanns Johann Friedrich von Möllendorff (* 12. Juni 1650; † 22. November 1704), Erbherr auf Hohengöhren, Wudicke, Schönfeld und Bolleben, und dessen Ehefrau Bertha Sophia Auguste, geborene von Bismarck (* 6. Dezember 1651; † 4. Juni 1711). Sein Bruder Friedrich Christoph von Möllendorff (1680–1747) war ebenfalls preußischer Generalleutnant.

### Militärkarriere
Möllendorff besuchte die Ritterakademie in Dom Brandenburg und wurde im Juli 1709 als Kornett im Regiment zu Pferde „Katte“ der Preußischen Armee angestellt. Dort wurde er im April 1710 Leutnant und kämpfte bis zum Frieden von Utrecht in den Niederlanden. 1715 wurde er Hauptmann und am 1. Dezember 1719 Major im Regiment des Kronprinzen. Am 21. November 1723 wurde er Oberstleutnant und am 1. Mai 1736 Oberst. Im Jahr 1741 erhielt er das Regiment „Graf von Wartensleben“ zu Pferde, ein Kürassierregiment. Am 18. Mai 1743 erhielt er die Ernennung zum Generalmajor. Im November 1743 erhielt er ein aus Teilen des Regiments „Platen“ errichtetes Dragonerregiment, das sich nunmehr „Jung-Möllendorf“ nannte. Im Juli 1745 wurde er von König Friedrich II. zum Generalleutnant ernannt. Während des Ersten und Zweiten Schlesischen Krieges kämpfte er in Böhmen und Mähren, wo er sich besonders in der Schlacht bei Kesselsdorf auszeichnete.
Im September 1754 dimittierte Möllendorff aufgrund seines schlechten Gesundheitszustands mit einer Pension von 1.000 Talern.

### Familie
Möllendorff hatte sich 1719 mit Karoline Auguste Sophie von der Planitz aus dem Hause Langenstein (* 20. Dezember 1699; † 23. Februar 1772) verheiratet. Das Paar hatte mehrere Kinder, darunter:
- Henriette Wilhelmine (* 24. November 1734; † 19. Februar 1786) ⚭ Bernhard Christian von Katte (1700–1778), preußischer Generalmajor